# Wspólnota Wschodnioafrykańska
Wspólnota Wschodnioafrykańska (ang. East African Community, EAC; suahili Jumuiya ya Afrika ya Mashariki) – międzyrządowa organizacja łącząca osiem państw: Burundi, Kenię, Rwandę, Tanzanię, i Ugandę, Sudan Południowy, Demokratyczną Republikę Konga oraz Somalię. 
Przywódcy 5 państw tworzących Wspólnotę Wschodnioafrykańską (EAC) podpisali 30 listopada 2013 w stolicy Ugandy, Kampali protokół w sprawie ustanowienia unii walutowej w ciągu 10 lat.
W dalszej przyszłości rozważane jest przekształcenie Wspólnoty w Federację Wschodnioafrykańską. 